# 布倫托海辦事大臣
布倫托海辦事大臣是清末設於新疆阿爾泰、蒙古科布多一帶的駐劄大臣，自同治六年（1867年）起增置，轄阿爾泰山南路一帶，駐布倫托海，負責當地屯墾、軍政及會勘分界等事。首任大臣為李雲麟，設副職幫辦大臣一人。同治八年（1869年）裁撤後，仍隸科布多。

## 歷任辦事大臣
1.李雲麟，漢軍正白旗人。同治六年（1867年）十一月增置布倫托海辦事大臣，並以其為首任。次年六月緣事褫職查辦。

2.明瑤，同治七年（1868年）繼李雲麟為辦事大臣。同年八月，獲諭規復布倫托海舊制；九月調科布多幫辦大臣。

3.福濟，滿洲鑲白旗人。同治七年繼明瑤為辦事大臣。次年四月調烏里雅蘇臺將軍。

4.文碩，滿洲正藍旗人。同治八年（1869年）繼福濟為辦事大臣。同年八月棍噶札拉參克復布倫托海。十一月調科布多幫辦大臣，職位裁撤。